# Legend of Lemnear
Legend of Lemnear (極黒の翼バルキサス?, Kyokkoku no tsubasa Barukisasu) è un OAV fantasy del 1989 prodotto dalla Anime International Company. L'OAV è stato l'ispirazione di un manga realizzato da Kinji Yoshimoto con i disegni di Satoshi Urushihara, già character design dell'anime. È stato licenziato negli Stati Uniti dalla CPM Manga, in Russia dalla Comics Factory, ed in Italia dalla Yamato Video.

## Trama
La storia ruota intorno al personaggio del titolo, Lemnear, che secondo la profezia è l'eroina di Silver. Lemnear sta cercando di vendicarsi del malvagio stregone Gardein per aver sterminato la sua gente. L'intera storia dell'anime, così come le atmosfere, i disegni ed i colori possono essere ricondotti come ispirazione alla storia Taarakian Taarna, segmento del film d'animazione Heavy Metal.

## Cast
- Eiko Yamada - Lemnear
- Keiko Yokozawa - Lian
- Ryūsei Nakao - Mesh
- Akio Ōtsuka - Vuan
- Iemasa Kayumi - Gardin